# Rafik Belghali
Rafik Belghali (Leuven, 7 juni 2002) is een Belgisch voetballer van Algerijnse afkomst. Hij stroomde in 2021 door vanuit de jeugdopleiding naar het eerste elftal van Lommel SK.

## Carrière
Belghali werd geboren in Leuven maar groeide op in het Limburgse Ham. Als jeugdspeler was hij actief bij STVV, PSV Eindhoven, Lierse SK en Zulte Waregem alvorens in 2019 de overstap te maken naar de jeugdwerking van Lommel SK. Belghali maakte hier op 7 maart 2021 zijn profdebuut: in de competitiewedstrijd tussen Lommel SK en Club NXT viel hij in de 72e minuut in voor Kolbeinn Thórdarson. Na deze invalbeurt mocht hij aan het eind van dat seizoen nog twee maal starten als basisspeler. In het daaropvolgende seizoen wist Belghali een basisplaats te bemachtigen bij de Limburgse club. In het seizoen 2022/23 maakte hij veel indruk, vanaf de start van het seizoen tot eind december was Belghali goed voor 5 doelpunten en 3 assists in 17 wedstrijden. Hierna liep hij echter een zware knieblessure op wat meteen een einde aan zijn seizoen maakte. 

## Clubstatistieken
| Seizoen         | Club            | Land            | Competitie      | Competitie | Competitie | Beker | Beker | Supercup | Supercup | Europees | Europees | Totaal | Totaal |
| Seizoen         | Club            | Land            | Competitie      | Wed.       | Dlp.       | Wed.  | Dlp.  | Wed.     | Dlp.     | Wed.     | Dlp.     | Wed.   | Dlp.   |
| --------------- | --------------- | --------------- | --------------- | ---------- | ---------- | ----- | ----- | -------- | -------- | -------- | -------- | ------ | ------ |
| 2020/21         | Lommel SK       | Vlag van België | Eerste klasse B | 3          | 0          | 0     | 0     | —        | —        | —        | —        | 3      | 0      |
| 2021/22         | Lommel SK       | Vlag van België | Eerste klasse B | 24         | 1          | 3     | 0     | —        | —        | —        | —        | 27     | 1      |
| 2022/23         | Lommel SK       | Vlag van België | Eerste klasse B | 17         | 5          | 1     | 0     | —        | —        | —        | —        | 18     | 5      |
| 2023/24         | KV Mechelen     | Vlag van België | Eerste klasse A | 9          | 2          | 0     | 0     | 0        | 0        | —        | —        | 9      | 2      |
| 2024/25         | KV Mechelen     | Vlag van België | Eerste klasse A | 36         | 1          | 2     | 0     | 0        | 0        | —        | —        | 38     | 1      |
| 2025/26         | KV Mechelen     | Vlag van België | Eerste klasse A | 3          | 0          | 0     | 0     | 0        | 0        | —        | —        | 3      | 0      |
| Carrière totaal | Carrière totaal | Carrière totaal | Carrière totaal | 92         | 9          | 5     | 0     | 0        | 0        | 0        | 0        | 97     | 9      |

1 De Wolf ·
2 Halhal ·
3 Marsà ·
4 Diouf ·
5 Teague ·
8 Konaté ·
11 Storm ·
14 Raman ·
15 Van Ingelgom ·
16 Schoofs ·
17 Belghali ·
19 Mrabti ·
20 Lauberbach ·
22 Mirás ·
23 Zekri ·
26 Makanza ·
27 Vanrafelghem ·
30 Baert ·
31 Willockx ·
33 Hammar ·
34 St. Jago ·
35 Bafdili ·
36 Yeboah ·
38 Antonio ·
40 Ouahabi ·
77 Pflücke ·
Coach: Vanderbiest
Assistent-coach: Van Handenhoven